# Зандбостел
Зандбостел (њем. Sandbostel) општина је у њемачкој савезној држави Доња Саксонија. Једно је од 57 општинских средишта округа Ротенбург (Виме). Према процјени из 2010. у општини је живјело 838 становника. Посједује регионалну шифру (AGS) 3357040.

## Географски и демографски подаци
Зандбостел се налази у савезној држави Доња Саксонија у округу Ротенбург (Виме). Општина се налази на надморској висини од 8 метара. Површина општине износи 31,5 km². У самом мјесту је, према процјени из 2010. године, живјело 838 становника. Просјечна густина становништва износи 27 становника/km².